# Koalicja Republikańska
Koalicja Republikańska – polska konserwatywna partia polityczna, działająca w latach 1991–1992.

## Historia
Partia powstała w 1991 z połączenia Partii Konserwatywnej, Partii Republikańskiej i KPN Frakcji Demokratycznej. Została założona przez Michała Wojtczaka, posła na Sejm kontraktowy zasiadającego w klubie parlamentarnym Unii Demokratycznej, należącego do Forum Prawicy Demokratycznej. Jednym z liderów formacji został Maciej Płażyński.
W wyborach w tym samym roku KR wystawiła cztery listy okręgowe (m.in. w Gdańsku i Poznaniu), uzyskując od 0,6% do 2,9% głosów i nie uzyskała żadnego mandatu w parlamencie. Z list Koalicji Republikańskiej startowali m.in. Franciszka Cegielska, Jacek Karnowski, Arkadiusz Rybicki, Jarosław Sellin, Andrzej Sikora, Ryszard Terlecki.
Pod koniec 1992 ugrupowanie przystąpiło do nowo powstałej Partii Konserwatywnej.

## Władze
Przewodniczący:
- Michał Bernard Wojtczak

Wiceprzewodniczący:
- Jan Polkowski
- Arkadiusz Rybicki
- Mirosław Styczeń